# Нортлейк (Іллінойс)
Нортлейк (англ. Northlake) — місто (англ. city) в США, в окрузі Кук штату Іллінойс. Населення — 12 840 осіб (2020).

## Географія
Нортлейк розташований за координатами 41°54′52″ пн. ш. 87°54′20″ зх. д. / 41.91444° пн. ш. 87.90556° зх. д. (41.914317, -87.905471).  За даними Бюро перепису населення США в 2010 році місто мало площу 8,20 км², уся площа — суходіл.

## Демографія
Згідно з переписом 2010 року, у місті мешкали 12 323 особи в 3983 домогосподарствах у складі 2765 родин. Густота населення становила 1502 особи/км².  Було 4274 помешкання (521/км²).
Расовий склад населення:
| - 66,9 % — білих - 3,2 % — чорних або афроамериканців - 2,8 % — азіатів - 0,5 % — корінних американців - 23,7 % — осіб інших рас |

До двох чи більше рас належало 2,9 %. Частка іспаномовних становила 52,9 % від усіх жителів.
За віковим діапазоном населення розподілялося таким чином: 25,4 % — особи молодші 18 років, 60,7 % — особи у віці 18—64 років, 13,9 % — особи у віці 65 років та старші. Медіана віку мешканця становила 36,3 року. На 100 осіб жіночої статі у місті припадало 94,8 чоловіків;  на 100 жінок у віці від 18 років та старших — 91,8 чоловіків також старших 18 років.
Середній дохід на одне домашнє господарство  становив 64 375 доларів США (медіана — 53 170), а середній дохід на одну сім'ю — 74 736 доларів (медіана — 65 483). Медіана доходів становила 39 528 доларів для чоловіків та 33 171 долар для жінок. За межею бідності перебувало 15,4 % осіб, у тому числі 24,7 % дітей у віці до 18 років та 13,0 % осіб у віці 65 років та старших.
Цивільне працевлаштоване населення становило 5922 особи. Основні галузі зайнятості: виробництво — 23,7 %, освіта, охорона здоров'я та соціальна допомога — 15,9 %, роздрібна торгівля — 12,0 %, транспорт — 8,9 %.